# Kanton Courtomer
Kanton Courtomer (francouzsky Canton de Courtomer) byl francouzský kanton v departementu Orne v regionu Dolní Normandie. Tvořilo ho 16 obcí. Zrušen byl po reformě kantonů 2014.

## Obce kantonu
- Brullemail
- Bures
- Le Chalange
- Courtomer
- Ferrières-la-Verrerie
- Gâprée
- Godisson
- Le Ménil-Guyon
- Montchevrel
- Le Plantis
- Saint-Agnan-sur-Sarthe
- Sainte-Scolasse-sur-Sarthe
- Saint-Germain-le-Vieux
- Saint-Léonard-des-Parcs
- Tellières-le-Plessis
- Trémont